# Smedjegatan, Jönköping

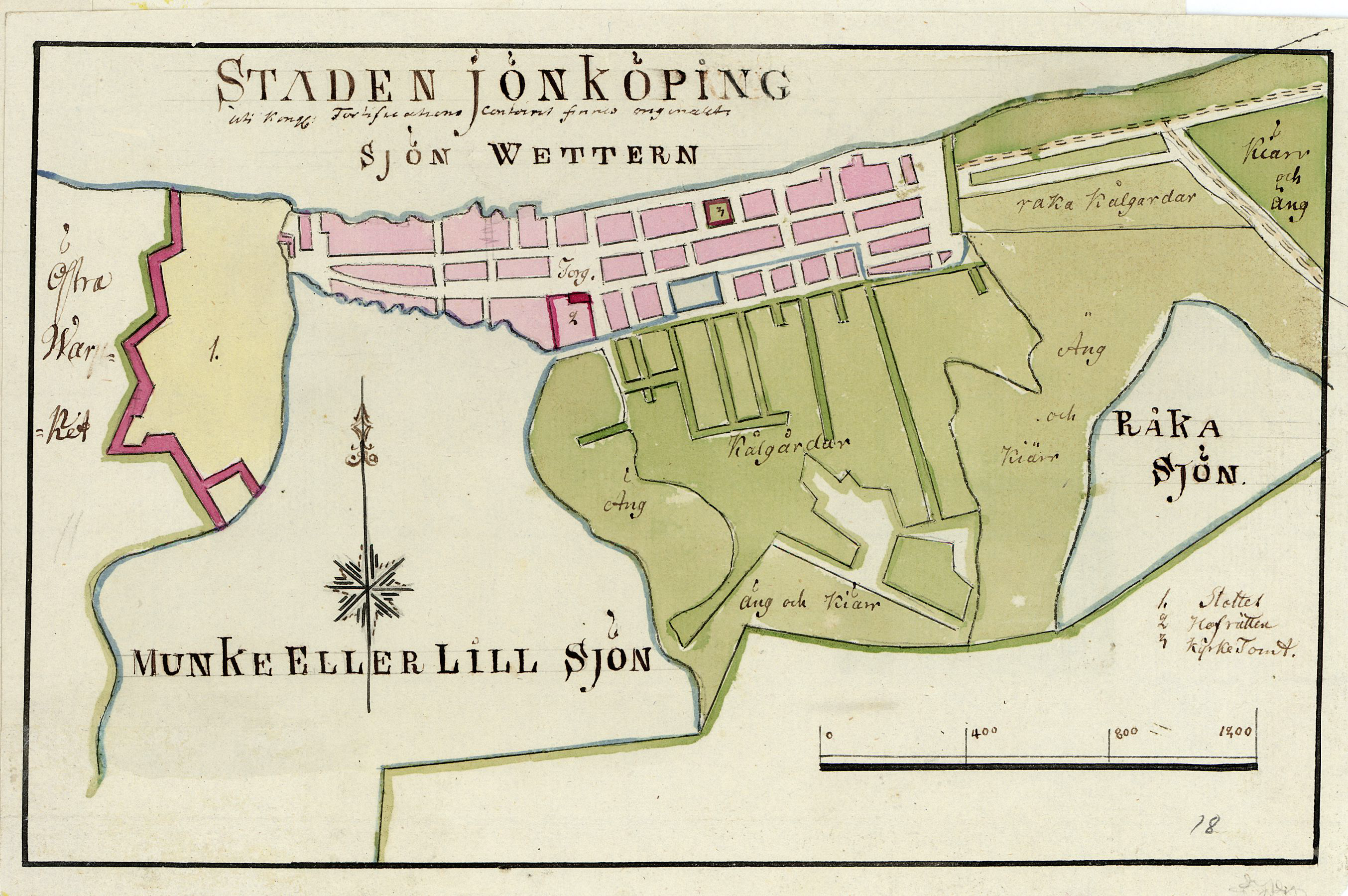
Karta från mellan 1790 och 1805. På södra sidan av Smedjegatan ligger Lillsjöraden vid Munksjön.

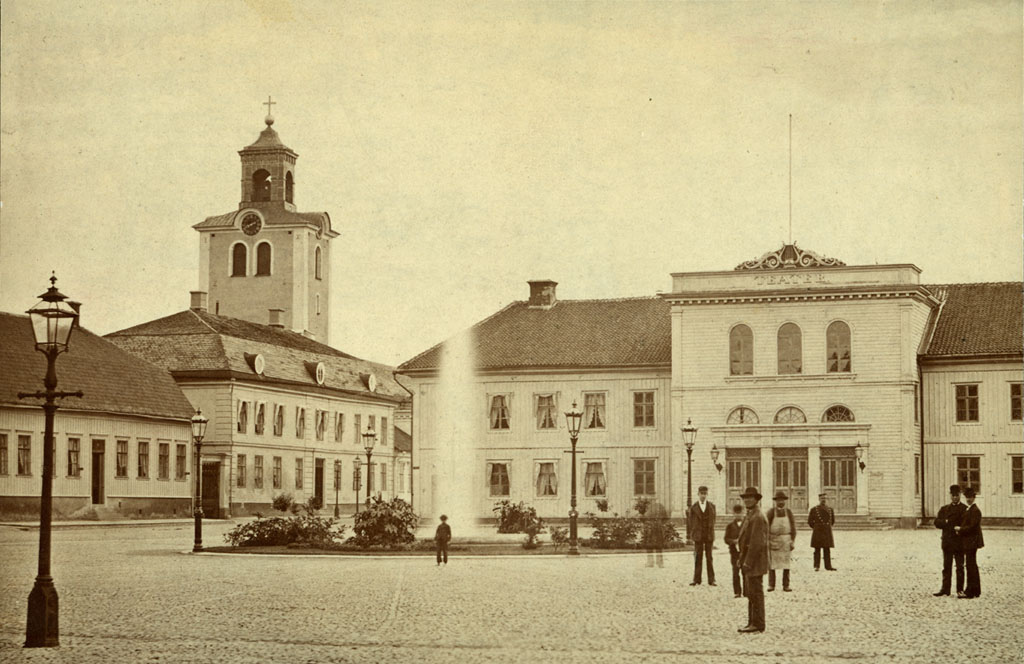
Hovrättstorget med gamla Jönköpings teater, före 1904.

Smedjegatan är en gata i stadsdelen Öster i Jönköping. Den går mellan Hoppets torg nära Hamnkanalen mellan Vättern och Munksjön och Hovrättstorget. Den har en fortsättning öster om Hovrättstorget i Kanalgatan.
Jönköping grundades på 1200-talet och staden var då i sin helhet belägen väster om Hamnkanalen. År 1612 brändes staden ned av svenskarna själva inför en väntad dansk belägring av Jönköpings slott. När staden byggdes upp igen från 1620-talet, gjordes detta på kungligt direktiv enbart på sandreveln Sanden öster om Hamnkanalen, och Storgatan och Smedjegatan blev de två enda öst-västliga gatorna i den nya staden, vilket senare blev stadsdelen Öster.
Namnet Smedjegatan nämns i skrift första gången 1633 i Jönköpings dombok. Den har sitt namn efter de smeder vid Jönköpings gevärsfaktori, som hade sina verkstäder och bostäder där. Smedjegatan förändrades i slutet av 1700-talet från en hantverkargata till en handelsgata. Till hantverkarhusen på södra sidan av gatan hörde långa, smala gårdar med ekonomibyggnader mot Munksjön. Av dessa är idag några få kvar, framför allt i kvarteret Arkadien, gatunummer 22, 24 och 26.
Bebyggelsen på norra sidan av Smedjegatan kallades Mellanraden, medan den på södra sidan kallades Lillsjöraden. Den senare bestod ursprungligen av strandtomter mot Munksjöns strand. Efter utfyllningar under andra hälften av 1800-talet, som gjordes enligt 1854 års stadsplan, tillkom senare från 1893 Södra Strandgatan och den Inre hamnen med stenskodd kaj. Senare, under andra hälften av 1900-talet, har också det tidigare vattenområdet söder om Södra Strandgatan fyllts i.
Smedjegatan är sedan 1965 en gågata.

## Bildgalleri

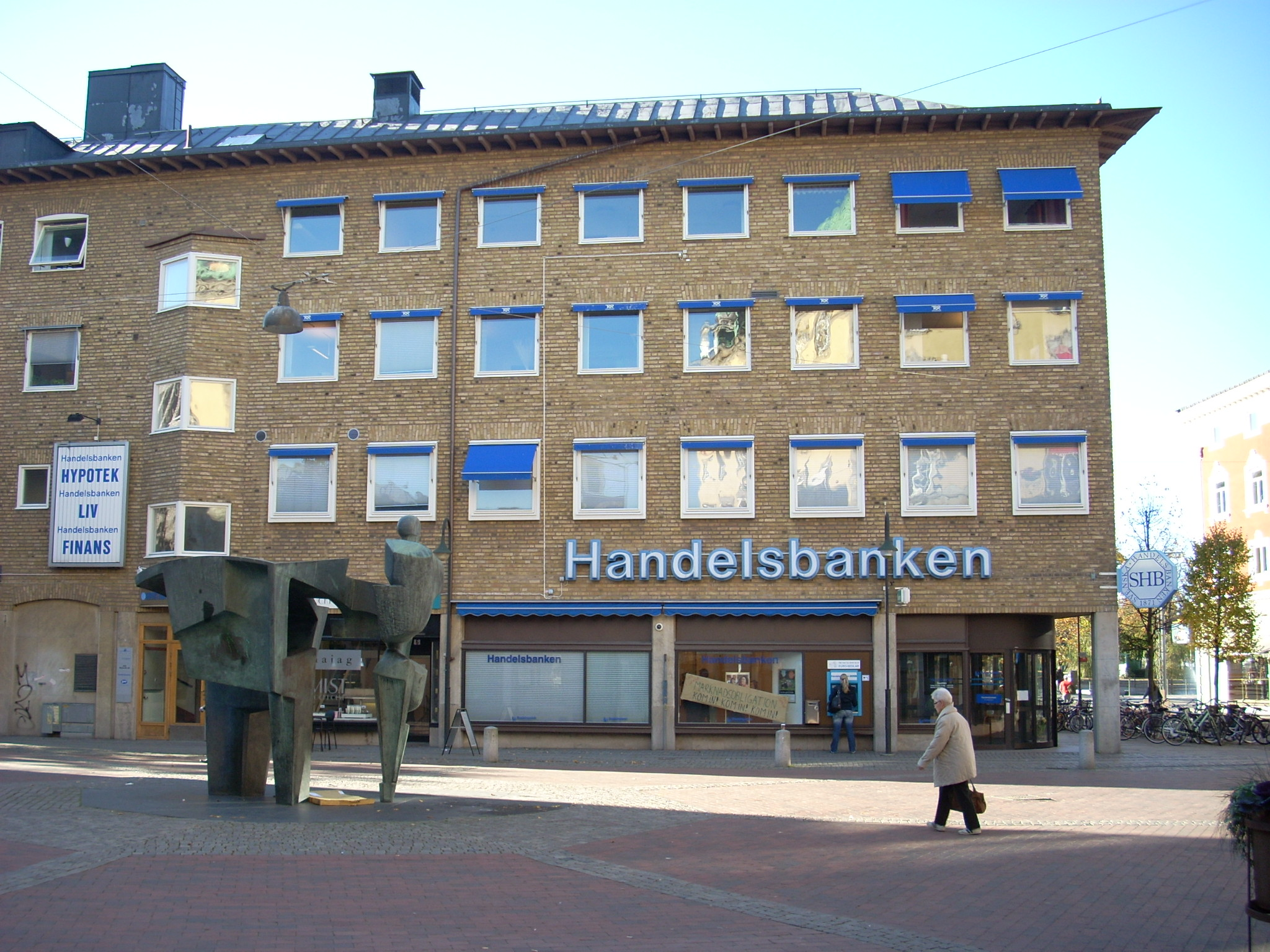
Smedjegatans västra ände med Hoppets torg och Handelsbankens byggnad från 1944.
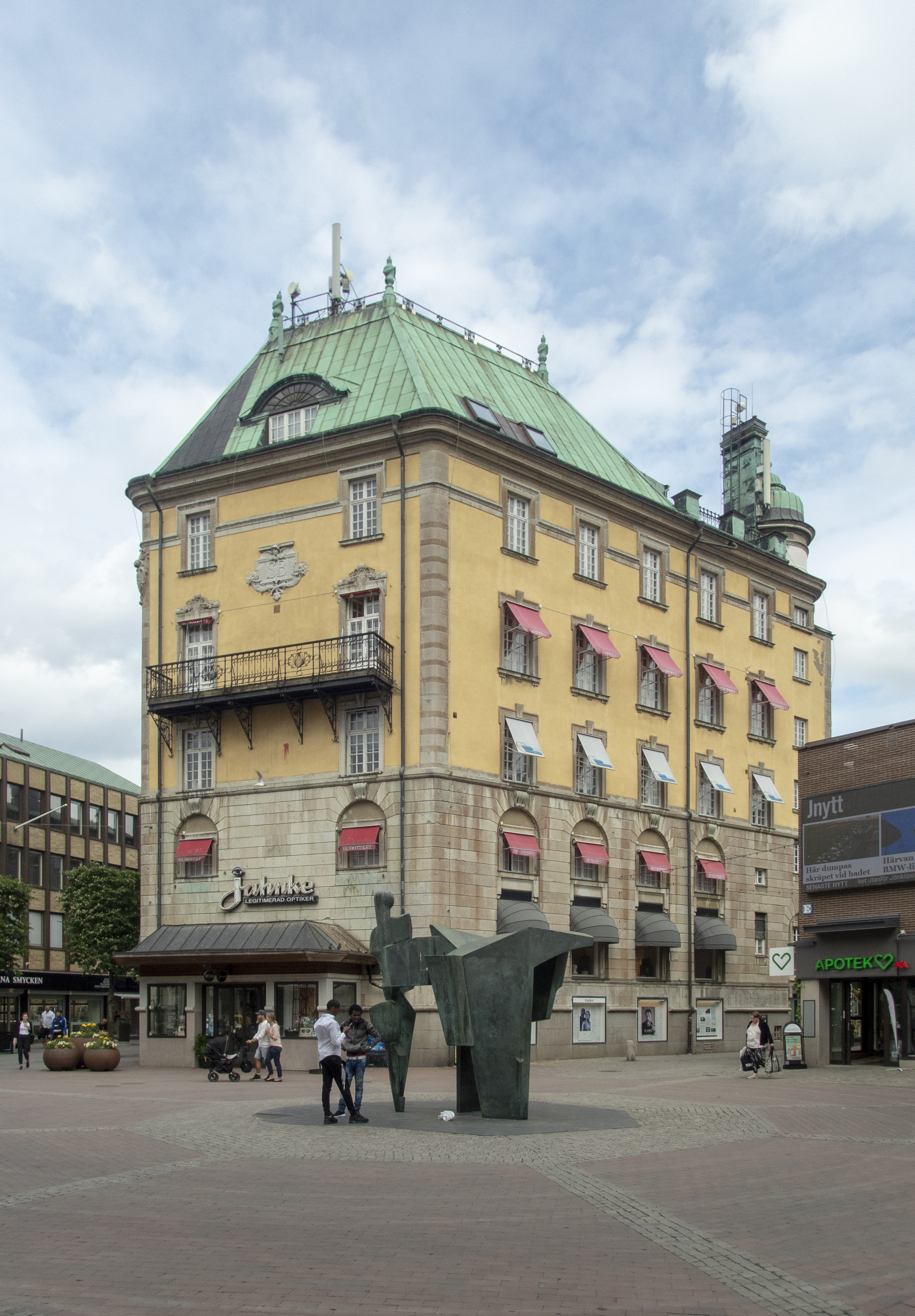
Smålands Bank från 1901 vid Hoppets torg.
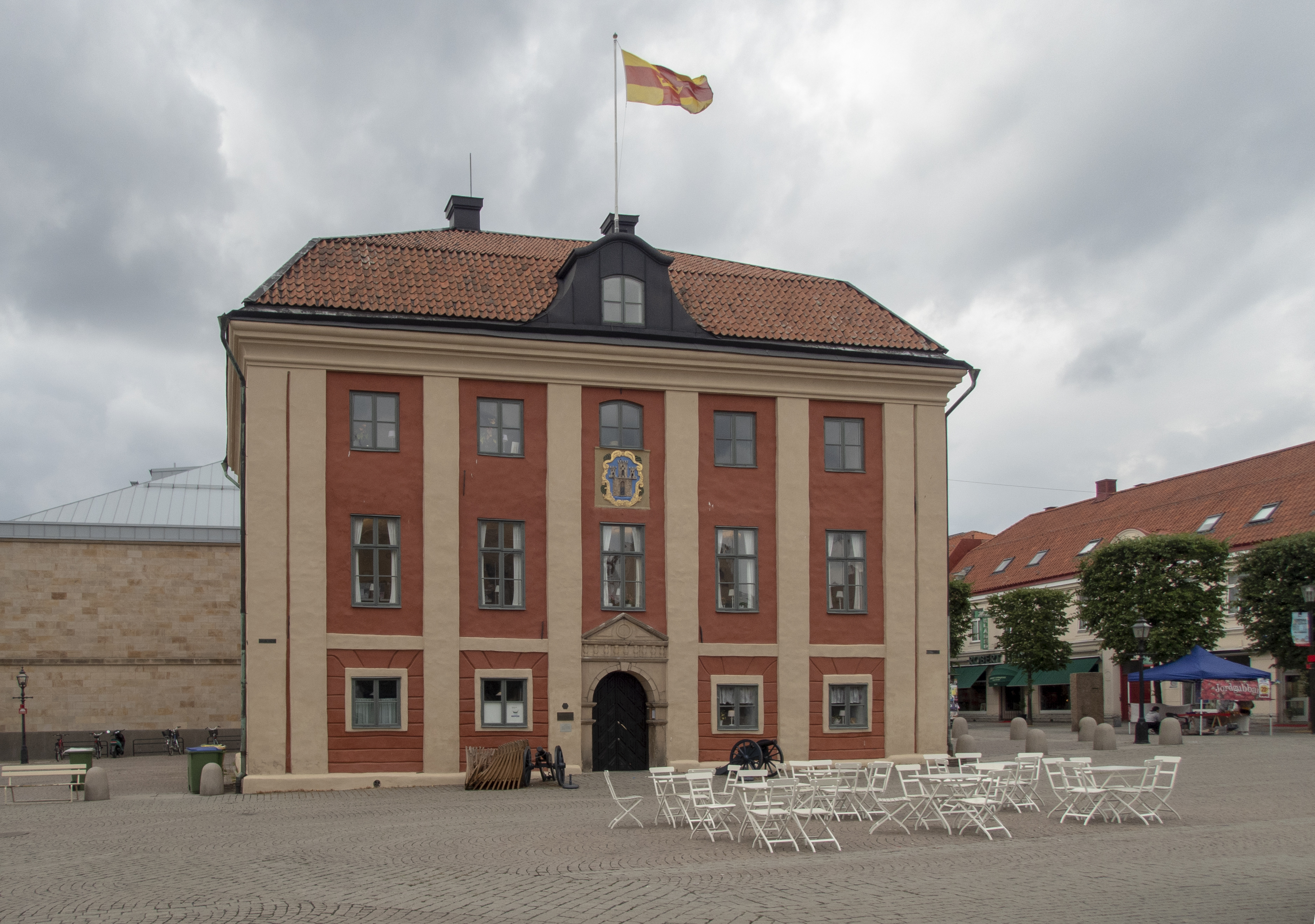
Gamla Rådhuset vid Hovrättstorget.
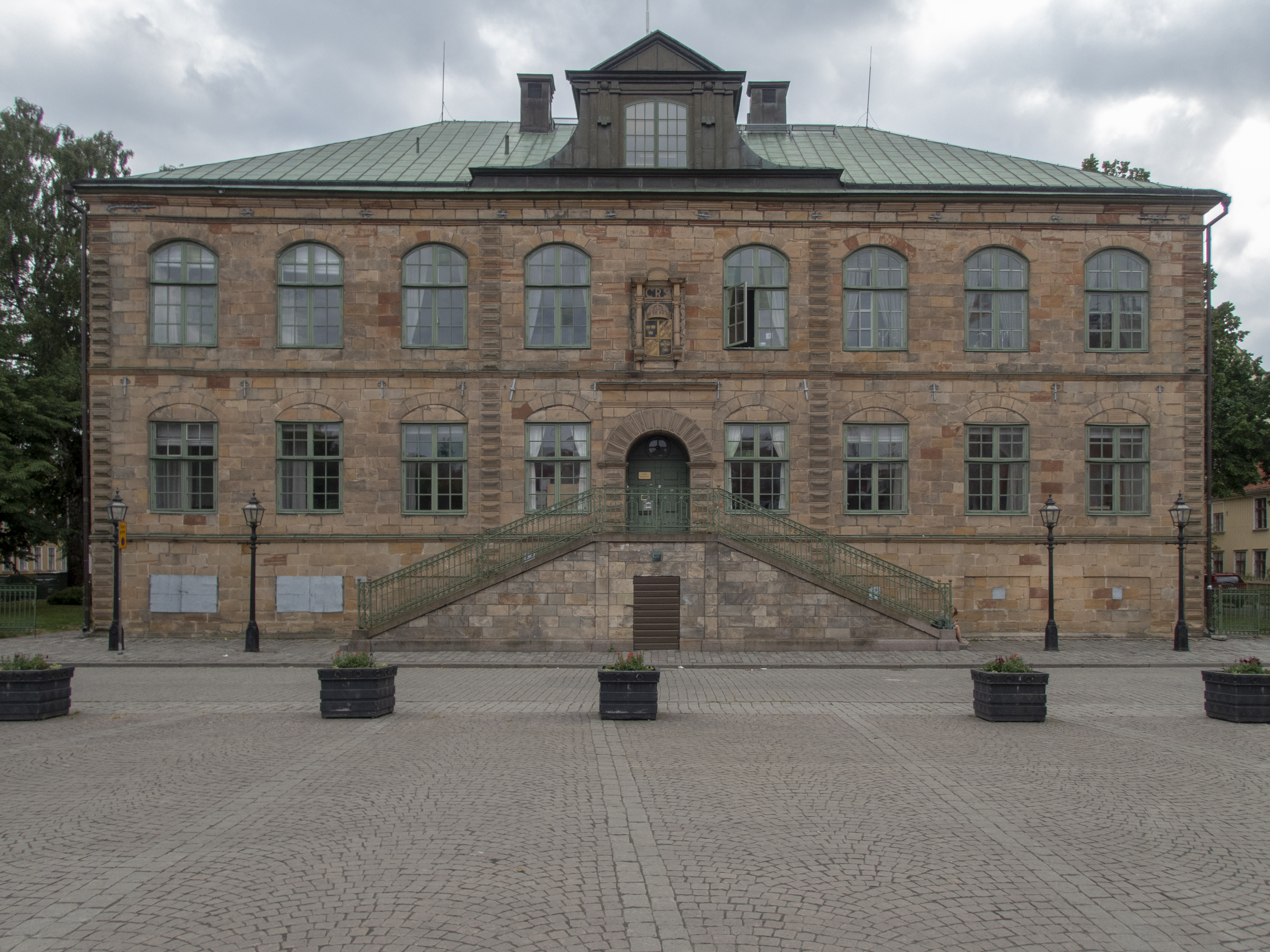
Göta hovrätts byggnad vid Hovrättstorget.
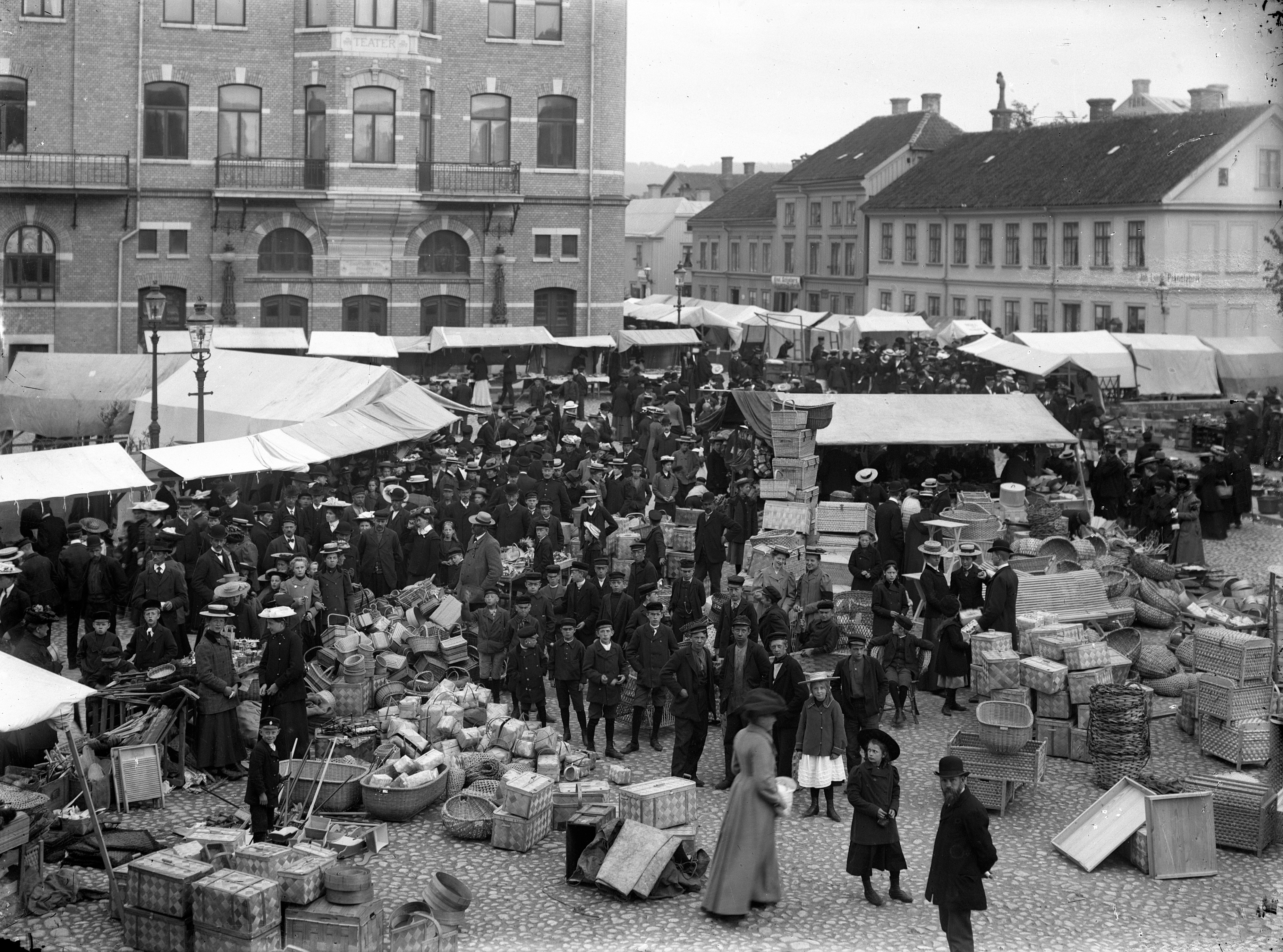
Jönköpings marknad på Hovrättstorget, före sekelskiftet 1800/1900. Det stora huset i bakgrunden är Jönköpings teater.